# ظهرة الحمري (المخادر)

تعديل مصدري - تعديل

ظهرة الحمري محلة تابعة لقرية الحمري، التابعة لعزلة السحول بمديرية المخادر إحدى مديريات محافظة إب في الجمهورية اليمنية، بلغ تعداد سكانها 432 حسب تعداد اليمن لعام 2004.